# رنگین‌کمان ماهی دوبولائی
رنگین‌کمان ماهی دوبولائی (Melanotaenia duboulayi)، که بعضاً به عنوان رنگین‌کمان ماهی خال‌دار زرشکی نیز شناخته می‌شود، گونهای از ماهی‌های آب شیرین بومی در سواحل شرقی استرالیا است. این ماهی از اوایل قرن بیستم به عنوان ماهی آکواریومی نگهداری می‌شده و به‌عنوان «رنگین‌کمان ماهی اصیل استرالیا» بحساب می‌آید.